# Temps atmosfèric

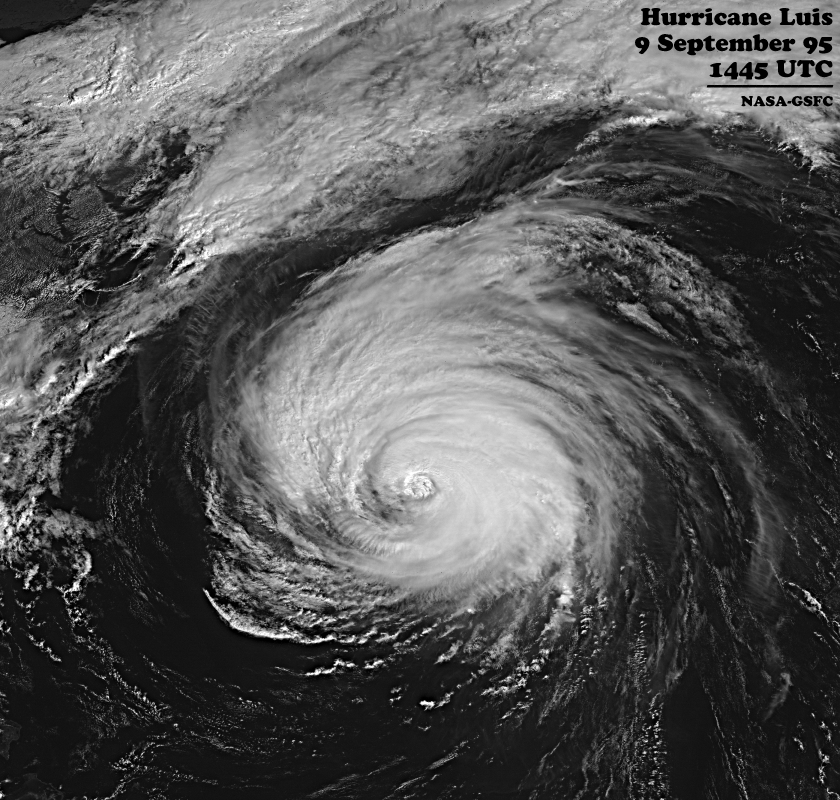
Huracà Luis al 1995

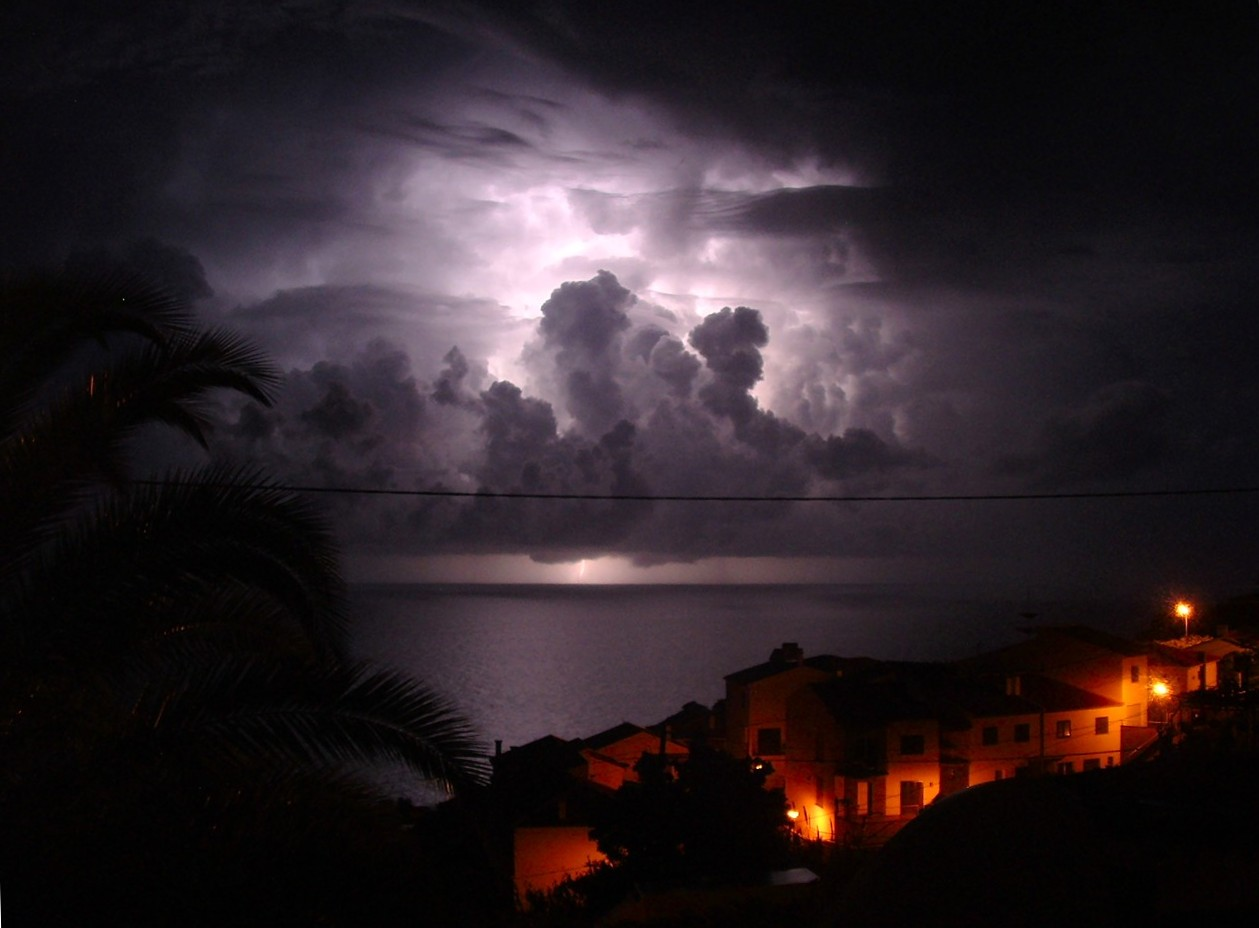
Tempesta a prop de Gazrajau (Madeira).

El temps atmosfèric o meteorològic és l'estat de l'atmosfera en un moment i lloc determinat definit per diverses variables meteorològiques com la temperatura, la pressió, el vent, la radiació solar, la humitat i la precipitació. La majoria dels fenòmens del temps ocorren en la troposfera, la capa de l'atmosfera que està en contacte amb la superfície. Cal diferenciar temps de clima, ja que aquest últim terme fa referència a les condicions atmosfèriques que de mitjana caracteritzen el lloc. Aquestes mitjanes solen abastar un període de diverses dècades.
El temps és determinat per la pressió de l'aire, per la temperatura i per les diferències d'humitat entre un lloc i un altre. Aquestes diferències poden ser degudes a l'angle del sol en un lloc en particular, que varia segons la latitud respecte els tròpics. El fort contrast de temperatura entre l'aire polar i el tropical dona lloc a l'augment de la corrent en jet. Sistemes de temps en latituds mitjanes, com els ciclons extratropicals, són causats per inestabilitats del flux de corrent en jet. Atès que l'eix de la Terra està inclinat en relació al pla orbital, la llum solar incideix en angles diferents en els diferents mesos de l'any. Sobre la superfíci de la Terra, les temperatures normalment varien anualment entre ±40 °C. Durant milers d'anys, canvis en l'òrbita terrestre poden afectar la quantitat i distribució de l'energia solar rebuda per la Terra, influenciant així el clima a llarg termini i el canvi climàtic global.

## Meteorologia
Els fenòmens meteorològics es produeixen a la troposfera, la part inferior de l'atmosfera de la Terra. En aquesta zona són comuns el vent, els núvols, la boira, o diferents tipus de precipitació com la pluja, la neu o la calamarsa. Entre altres fenòmens menys comuns cal citar els desastres naturals com ara els tornados, els huracans, les tempestes de pluja gelant o les tempestes de pols. El temps que es produeix en l'estratosfera pot afectar el temps de la part inferior, la troposfera, més a prop de la superfície, però els mecanismes exactes, quins són i com actuen, són poc coneguts.
Els fenòmens dels temps atmosfèric es troben a la troposfera. El temps canvia mogut per les diferències d'energia rebuda del Sol. A causa dels angles en què la llum del Sol incideix sobre la terra, les diferents zones del planeta s'escalfen de manera diferent. Açò causa la diferència de temperatures que produïxen la circulació global de l'atmosfera així com, indirectament, tots els altres fenòmens de temps. A més altura les temperatures són més fredes que a les zones més baixes a causa de la diferència de pressió, l'aire calent en ascendir es troba pressions més baixes i s'expandeix, cosa que comporta que, seguint la física dels gasos, la seva temperatura disminueixi.
La predicció del temps o pronòstic meteorològic és l'aplicació de la ciència i de la tecnologia per a predir l'estat futur de l'atmosfera terrestre en un moment i en un lloc determinat. Les estacions meteorològiques mesuren les distintes variables locals del temps com la temperatura, la humitat, la pressió atmosfèrica, la capa de núvols, la velocitat del vent, i la pluja. Conegudes aquestes variables directes es poden esbrinar altres derivades com la temperatura de sensació o la temperatura de xafogor. L'atmosfera és un  sistema caòtic, per això els petits canvis que es produeixen a una part del sistema poden tenir grans efectes sobre el conjunt del sistema. L'home ha intentat controlar i modificar al llarg de la història, tanmateix hi ha proves que algunes activitats humanes com l'agricultura i la indústria han modificat els patrons del temps sense que ens n'hàgim adonat fins fa poc.
Cal no confondre el temps atmosfèric amb el clima, el terme temps es refereix, en general, a la temperatura i a les precipitacions del dia a dia, a l'estat de l'atmosfera en un lloc i un moment determinat o en un període curt. En canvi, el clima és el temps que es pot esperar habitualment en una regió determinada; per tant, el clima és el terme que fa referència a la mitjana les condicions atmosfèriques durant llargs períodes, es consideren sèries de dades de 50 anys o més. Aquest aspecte del temps l'estudia la climatologia. Actualment hi ha molt d'interès per la variació del clima a causa del canvi climàtic antropogènic.
L'estudi sobre com funciona el temps a altres planetes ha estat útil per entendre com funciona a la Terra. Un dels elements més característics i coneguts del nostre Sistema Solar és la Gran Taca Vermella de Júpiter que és una tempesta anticiclònica persistent, un vòrtex que gira en sentit antihorari i que és coneguda des de fa gairebé 200 anys. No obstant això, el temps no es limita als cossos planetaris. La part exterior de l'atmosfera del nostre Sol, i d'altres estrelles, la corona, va sent expulsada de manera constant vers l'espai creant una mena d'atmosfera molt prima en tot el sistema solar. El moviment de la matèria expulsada del Sol es coneix com a vent solar i a la Terra causa fenòmens atmosfèrics com les aurores polars.

## El temps a la Terra

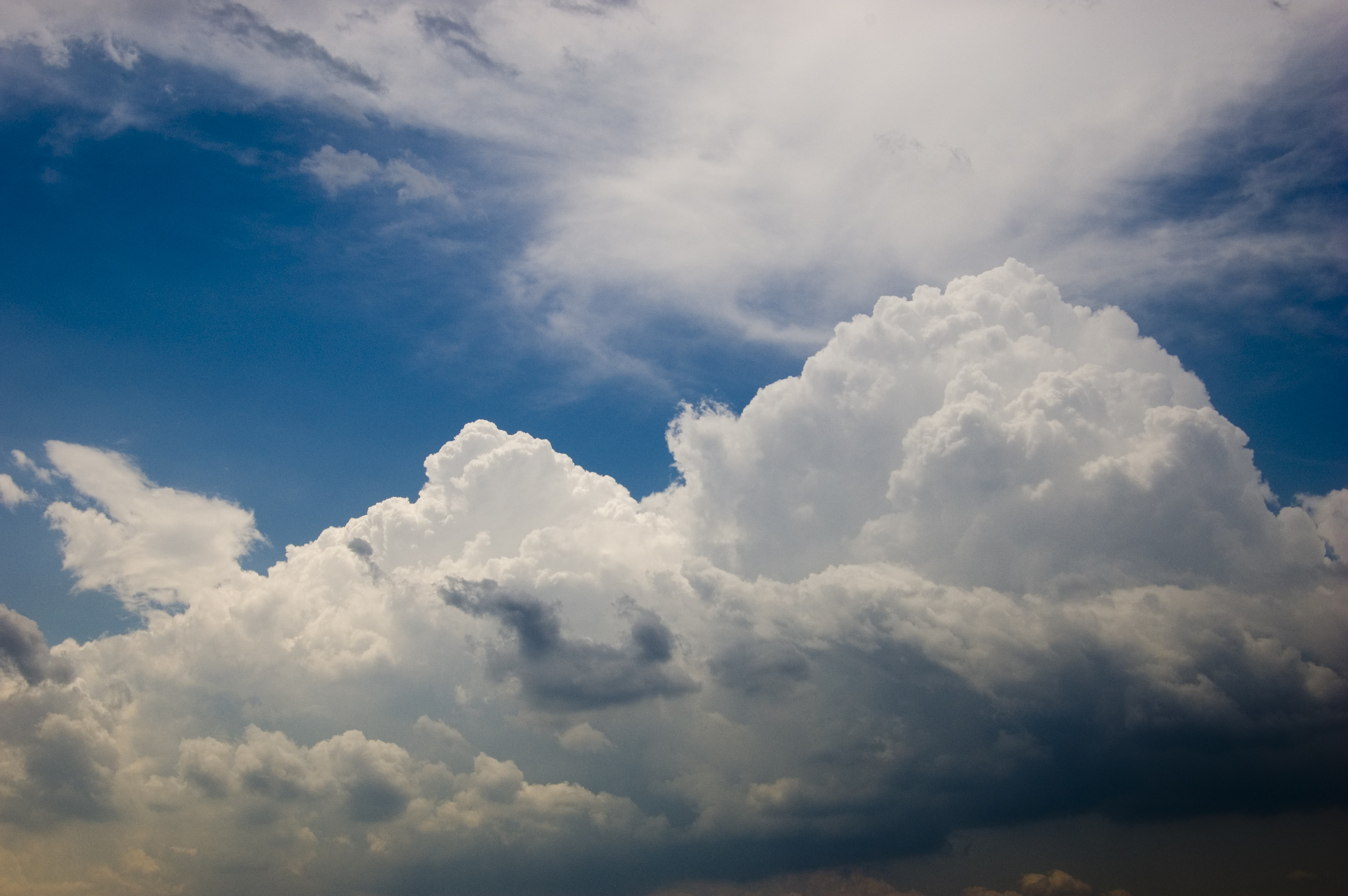
Núvols a l'atmosfera de la Terra

El temps es produeix principalment a causa de les diferències de densitat (temperatura i humitat) entre un lloc i un altre. Aquestes diferències poden ser degudes a l'angle del sol en qualsevol lloc determinat, que varia segons la latitud dels tròpics. En altres paraules, la part de la Terra que està més allunyada de les zones tropicals, l'angle en què incideixen els rajos del sol és menor, cosa que provoca que aquestes zones siguin més fredes. El fort contrast de temperatura entre l'aire polar i el tropical dona lloc al corrent en jet. Els sistemes meteorològics de les latituds mitjanes, com els ciclons extratropicals, són causats per la inestabilitat del corrent en jet; En el cas del fenòmens dels temps que succeeixen en sistemes tropicals, com són per exemple els monsons o altres sistemes organitzats de tempestes, aquests són causats per diferents processos.
Pel fet que l'eix de la Terra està inclinat respecte al seu pla orbital, al llarg de l'any la llum solar incideix des de diferents angles. Al juny, l'hemisferi nord s'inclina cap al sol, per la qual cosa en qualsevol latitud de l'hemisferi nord la llum del sol cau més directament en aquest lloc que, per exemple, al desembre; és l'efecte de l'angle del sol sobre el clima. Aquest efecte són la causa de l'existència de les estacions de l'any. Al llarg de milers a centenars de milers d'anys, els canvis en els paràmetres orbitals de la Terra han afectat la quantitat i la distribució de l'energia solar rebuda per la Terra i representa la principal influència del clima a llarg termini.

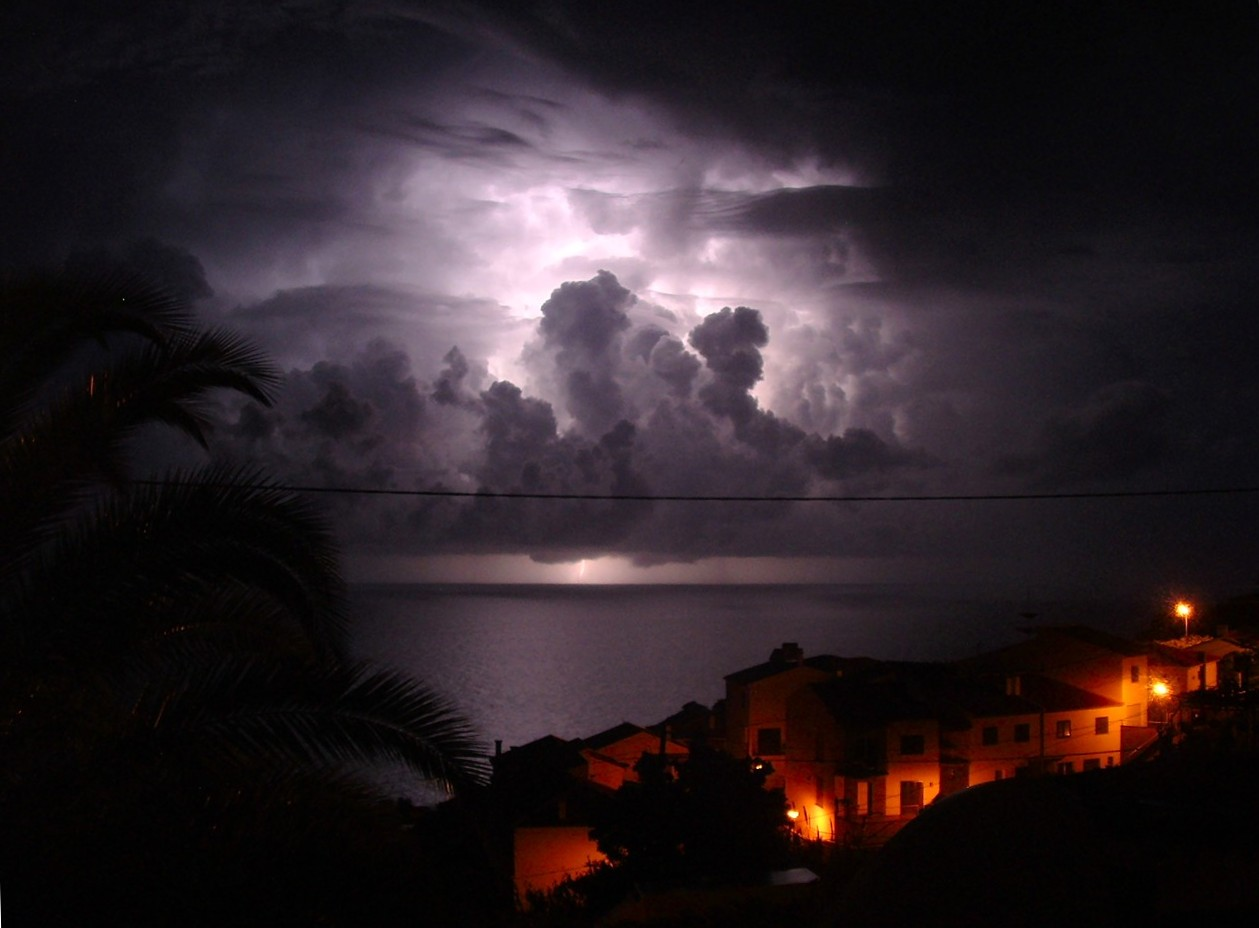
Tempesta de llamps prop de Garajau, Madeira

La meteorologia intenta per mitjà de xarxes d'estacions meteorològiques locals, estacions en vaixells i satèl·lits meteorològiques esbrinar les variables en els vèrtexs d'una malla tridimensional de la menor grandària possible. A partir d'aquestes condicions inicials i aplicant les lleis de la física s'intenta predir l'evolució del temps a 12, 24, 48, 72, o 96 hores. Per això cal usar potents ordinadors que s'encarreguen de fer els càlculs usant els model adequats. L'atmosfera de la Terra és un sistema caòtic on xicotets canvis en les condicions inicials poden tenir grans efectes en evolucionar. A este efecte que sempre limitarà la predicció del temps es coneix com a efecte papallona. Açò el fa molt difícil de predir amb precisió canvis de temps més enllà d'uns pocs dies, encara que meteoròlegs estan treballant per a millorar aquest límit.
Finalment, cal tenir present que el temps és un dels processos fonamentals que donen forma a la Terra; és el que es coneix com a meteorització. Aquest procés trenca les roques i fragmenta els sòls en parts més petites i, a continuació, en les seves substàncies components. Aquestes són lliures de prendre part en les reaccions químiques que poden afectar la superfície, com la pluja àcida, o es transformen en altres roques i tipus de sòls. D'aquesta manera, el temps té un paper important en l'erosió de la superfície.

### Efectes sobre els éssers humans

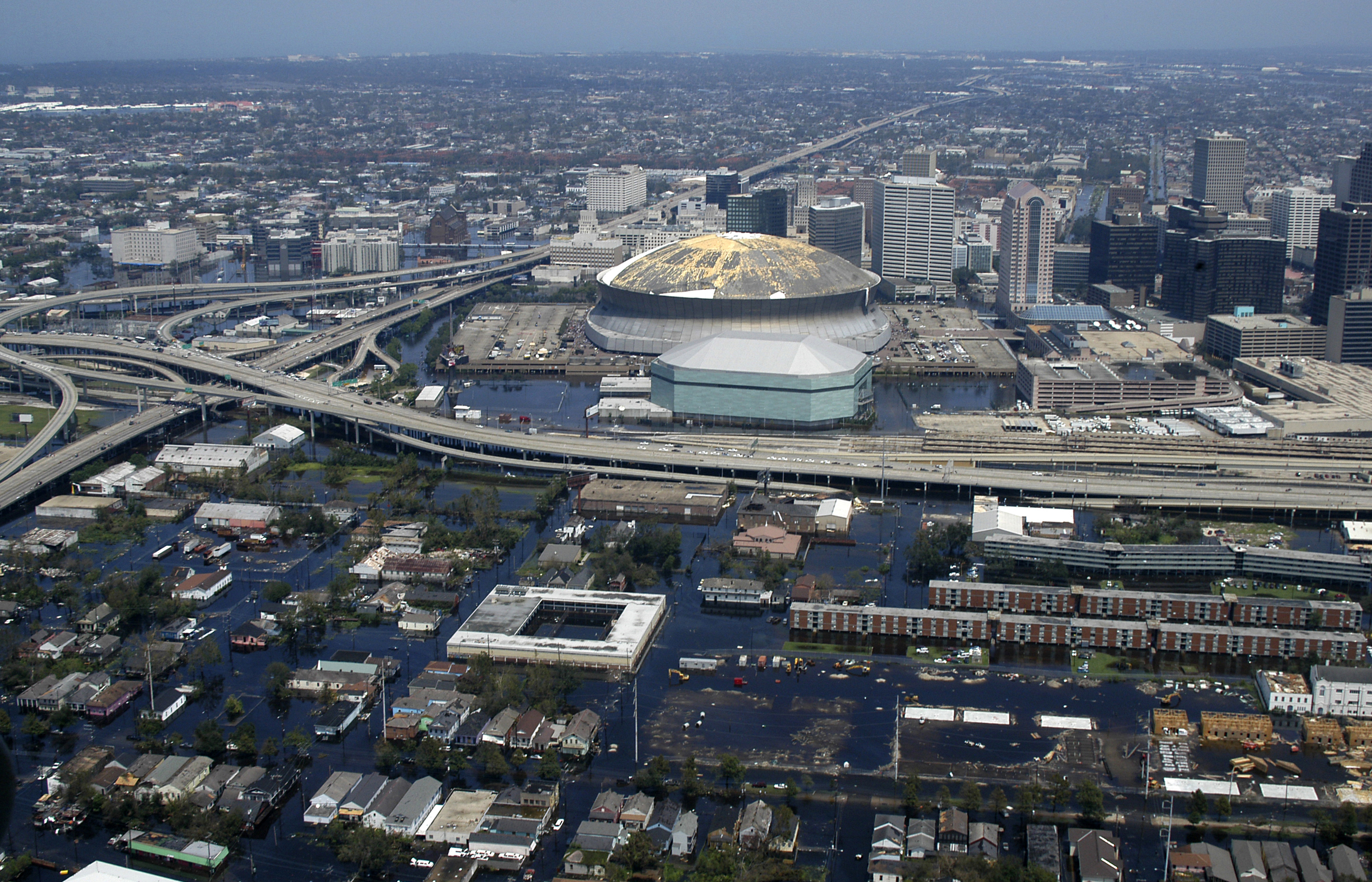
Nova Orleans, Louisiana, després d'haver estat copejat per l'huracà Katrina. El Katrina, quan va colpejar el continent era un huracà de categoria 3, malgrat que havia estat un huracà de categoria 5 al golf de Mèxic.

El temps ha jugat una paper important, i de vegades ha contribuït d'una manera molt directa al desenvolupament de la història de la humanitat. A part dels canvis climàtics que han causat la progressiva disminució de la població, com per exemple, la desertificació de l'Orient Mitjà, o la formació de ponts de terra durant els períodes glacials que ha permès l'accés a altres territoris.
Els fenòmens climàtics extrems han causat desplaçaments de la població en una escala menor escala i ha format part directament en els esdeveniments històrics. Un d'aquests casos és el fracàs de la invasió del Japó per part de la flota mongol de Khublai Khan, a causa dels forts vents dels tifons kamikaze de 1281. Les pretensions franceses sobre Florida van arribar a la seva fi el 1565 quan un huracà va destruir la flota francesa, la qual cosa va permetre als espanyols conquerir Fort Caroline.
Més recentment, l'huracà Katrina va generar el desplaçament de més d'un milió de persones de la costa central del golf de Mèxic a altres llocs dels Estats Units, convertint-se en la diàspora més gran de la història dels Estats Units.
Encara que el clima afecta a les persones de manera dràstica, també pot afectar la raça humana de manera més simple. El cos humà queda afectat pels extrems en la temperatura, la humitat i el vent.

### Pronòstic del temps

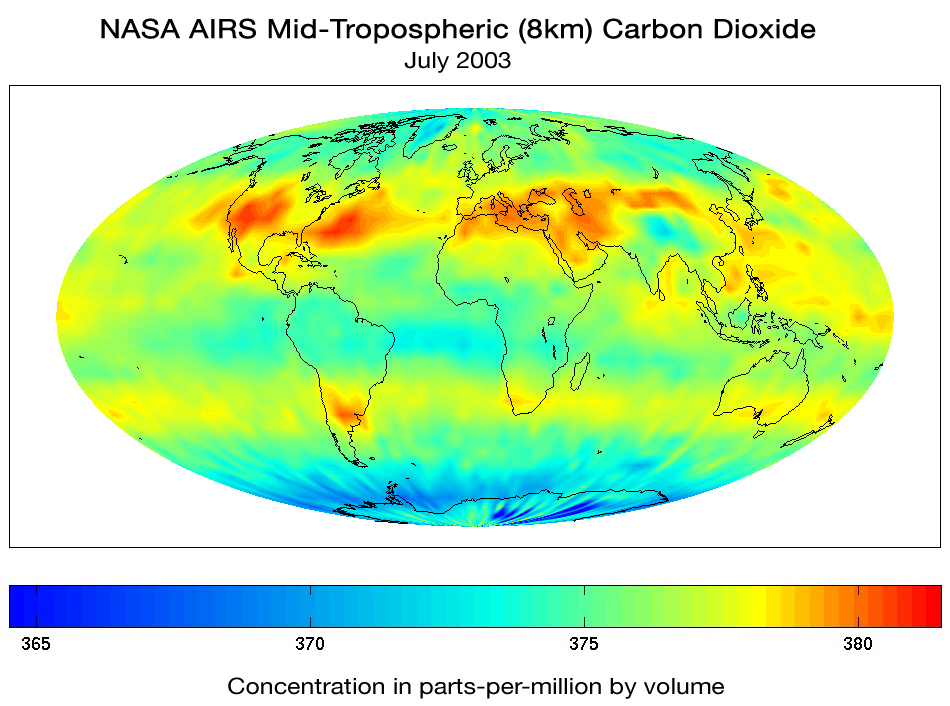
Encara que originalment dissenyat per mesurar el vapor d'aigua atmosfèric i la temperatura per a la predicció del temps, els científics que treballen amb la sonda atmosfèrica de infrarojos (en anglès Atmospheric Infrared Sounder o AIRS), un aparell de la NASA Aqua Vehicle espacial estan usant airs per observar l'atmosfera de diòxid de carboni. Els científics de la NASA, NOAA, ECMWF, UMBC, Princeton, Caltech utilitzen diferents mètodes de mesura de la concentració de diòxid de carboni a la troposfera mitjana, a uns 8 km per sobre de la superfície. Models climàtics estan utilitzant aquestes dades per entendre la distribució mundial i el transport de diòxid de carboni i millorar els seus models.

El pronòstic del temps és l'aplicació de la ciència i la tecnologia per predir l'estat de l'atmosfera per un temps futur i un lloc determinat. Els éssers humans han tractat de predir el clima informal per mil·lennis, i formalment almenys des del segle xix. Les previsions meteorològiques es realitzen mitjançant la recopilació de dades quantitatives sobre l'estat actual de l'atmosfera i l'ús de la comprensió científica dels processos atmosfèrics a projecte de com evolucionarà l'atmosfera.
Una vegada que totes les activitats humanes basades principalment dels canvis de pressió baromètrica, les actuals condicions climàtiques, condició i el cel, els models de predicció són utilitzats per determinar les condicions futures. Factor humà segueix sent necessari per recollir les millors previsions possibles per al model base a la previsió, el que implica el reconeixement de patrons habilitats, teleconnexions, el coneixement de models de rendiment, i el coneixement del model de biaixos. La natura caòtica de l'atmosfera, l'enorme potència de càlcul necessària per resoldre les equacions que descriuen l'atmosfera, error en la mesura de les condicions inicials, i una comprensió incompleta dels processos atmosfèrics significa que els pronòstics són menys precisos que la diferència en l'hora actual i la temps perquè la previsió és que s'estan realitzant (el rang de les previsions) augmenta. L'ús de conjunts d'ajuda i el model de consens per a reduir l'error i escollir el resultat més probable.
Hi ha una varietat d'usuaris finals a les previsions meteorològiques. Temps advertències previsions són importants perquè s'utilitzen per protegir la vida i la propietat. Les previsions sobre la base de la temperatura i les precipitacions són importants per a l'agricultura, i, per tant, als comerciants en els mercats de valors. Les previsions de temperatura són utilitzats per les empreses de serveis públics per estimar la demanda en els dies vinents. Sobre una base diària, la gent utilitza el pronòstic del temps per determinar el que han d'utilitzar en un dia determinat. Des de les activitats a l'aire lliure són molt limitats per fortes pluges, la neu i el vent fred, les previsions es poden utilitzar per planificar les activitats al voltant d'aquests esdeveniments, i per planificar el futur i sobreviure.

### Control del temps
L'aspiració a controlar el temps és evident en tota la història de la humanitat: des de l'antiguitat els rituals destinats a portar la pluja per als cultius als militars dels EUA Operació Popeye, un intent d'interrompre les línies de subministrament per l'allargament del Nord Vietnamita monsó. Els més reeixits intents d'influir en el clima implica la sembra de núvols, que inclouen la boira i la dispersió d'estrat sota les tècniques emprades pels grans aeroports, les tècniques utilitzades per augmentar la precipitació d'hivern a les muntanyes, i les tècniques per suprimir la calamarsa. Un exemple recent de control de clima Xina va ser la preparació per als Jocs Olímpics d'Estiu 2008. Xina disparar 1.104 coets de dispersió de pluja del 21 llocs a la ciutat de Pequín, en un esforç per mantenir la pluja lluny de la cerimònia d'obertura dels jocs a l'agost 8, 2008. Guo Hu, cap de l'Oficina Meteorològica Municipal de Beijing (BMB), va confirmar l'èxit de l'operació amb la caiguda de 100 mil·límetres a la ciutat de Baoding de la província de Hebei, al sud-oest de Pequín i del Districte Fangshan de gravació d'una pluja de 25 mil límetres.
Considerant que hi ha proves concloents d'aquestes tècniques de "eficàcia, hi ha una àmplia evidència que l'activitat humana com ara l'agricultura i la indústria dels resultats en temps inadvertida modificació:
- La pluja àcida, causada per les emissions industrials de diòxid de sofre i òxids de nitrogen a l'atmosfera, els efectes negativament els llacs d'aigua dolça, la vegetació, i les estructures.
- Reduir els contaminants antropogènics la qualitat de l'aire i la visibilitat.
- El canvi climàtic causat per activitats humanes que emeten gasos amb efecte d'hivernacle a l'atmosfera que s'espera que pugui afectar la freqüència de fenòmens climàtics extrems com les sequeres, temperatures extremes, inundacions, forts vents i tempestes severes.[38]

Els efectes de la modificació involuntària temps poden plantejar greus amenaces per a molts aspectes de la civilització, inclosos els ecosistemes, els recursos naturals, l'alimentació i la producció de fibra, el desenvolupament econòmic i la salut humana.

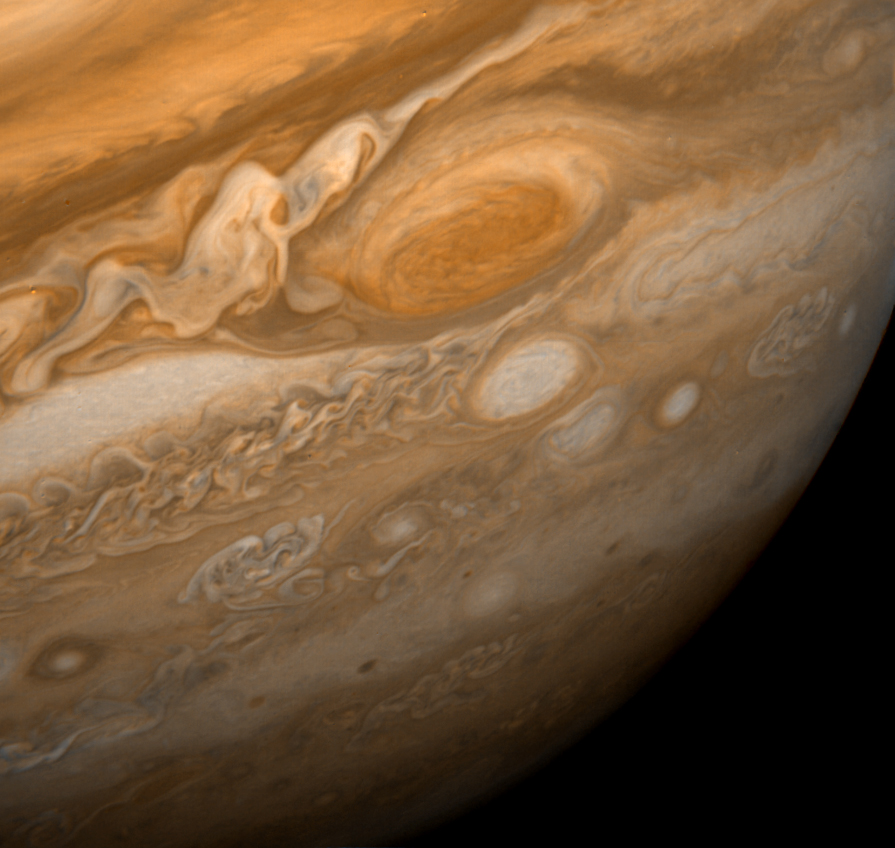
Els sistemes de temps extraterrestres poden ser summament estables; com és el cas de la La Gran Taca Vermella que és una tempestat anticiclònica coneguda per a haver existit durant almenys 300 anys en el planeta, Júpiter.

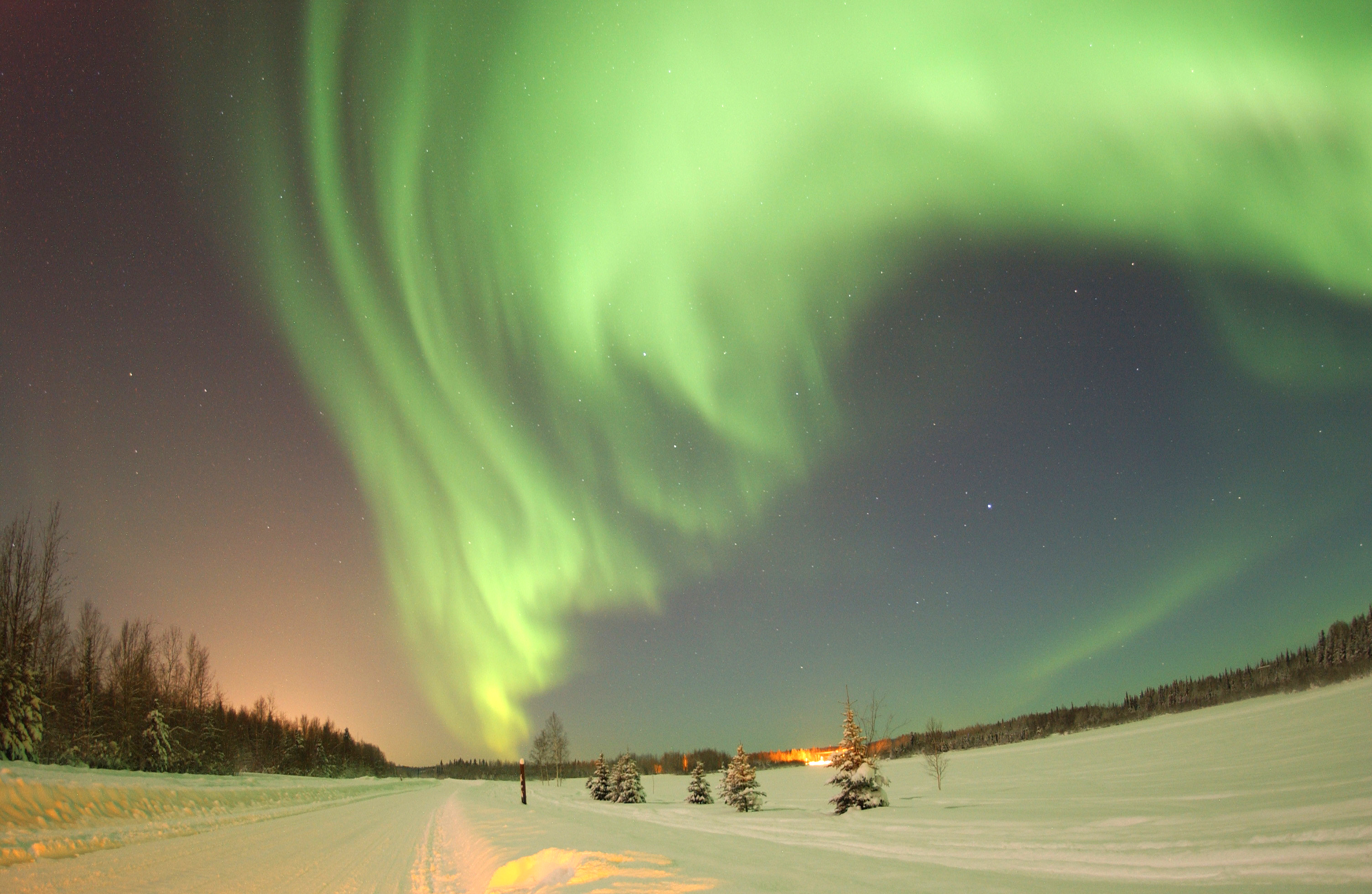
Aurora boreal, sobre el llac Bear, prop d'una base militar aèria a Alaska, Estats Units. El nostre Sol expulsa partícules que arriben la Terra (vent solar) i causen, entre altres fenòmens les aurores boreals.

### Dades extremes
A la Terra, les temperatures solen rang ±40 °C (100 °F to −40 °F) a l'any. La varietat de climes i latituds en tot el planeta pot oferir als extrems de la temperatura fora d'aquest rang. La temperatura de l'aire més freda mai registrada a la Terra és de -89,2 °C (-129 °F), a l'estació Vostok, Antàrtida, el 21 de juliol de 1983. La temperatura de l'aire més calent mai registrat va ser 57,7 °C (135,9 °F) a Al 'Aziziyah, Líbia, el 13 de setembre de 1922. La major temperatura mitjana anual registrada va ser de 34,4 °C (93,9 °F) durant Dallol, Etiòpia. El fred registrat la temperatura mitjana anual és -55,1 °C (-67 °F) a l'estació Vostok, Antàrtida. La temperatura mitjana anual més fred en un lloc habitat permanentment es troba a Eureka, Nunavut, al Canadà, on el temperatura mitjana anual és de -19,7 °C (-3 °F).

## El temps extraterrestre
Estudiar la forma en què el temps treballa en altres planetes s'ha vist com a útil en la comprensió de com funciona a la Terra. [48] El temps en altres planetes segueix molts dels mateixos principis físics que s'observen en el clima de la Terra i es creu que tenen força similituds, però es produeix en diferents escales i en ambients amb diferents composició química; sovint ocorre en una escala molt més gran. La missió Cassini-Huygens a Tità descobert núvols formades a partir de metà o età que el dipòsit de líquid de pluja, compost de metà i altres compostos orgànics. l'atmosfera de la Terra inclou sis zones latitudinal circulació, tres en cada hemisferi. En contrast, en bandes de Júpiter aspecte moltes d'aquestes zones mostra, Titan té un sol raig a prop del paral·lel 50. de latitud nord, i Venus té un sol raig de prop de l'equador.
Un dels més famosos en el sistema solar, Júpiter, la Gran Taca Vermella és una tempesta anticiclònica se sap que han existit durant almenys 300 anys. En altres gegants de gas, la manca d'una superfície permet que el vent per arribar a grans velocitats : ràfegues de fins a 600 metres per segon (uns 2.100 quilòmetres per hora (1.300 mph)) s'han mesurat al planeta Neptú. Això ha creat un trencaclosques per als científics planetaris. El clima és, en última instància creada per l'energia solar i la quantitat d'energia rebuda per Neptú és a 1/900th de la rebuda per la Terra, però la intensitat dels fenòmens meteorològics de Neptú és molt més gran que a la Terra. Els vents més forts del planeta descobert fins ara es troben al planeta extrasolar HD 189733 b, que es creu que els vents desplacen cap a l'est en més de 9.600 quilòmetres per hora (6.000 mph).
En un altre dels planetes gegants, la falta d'una superfície permet al vent arribar a velocitats enormes: ràfegues de 400 metres per segon han sigut mesures en el planeta Neptú. Açò ha creat un problema per als científics. El temps es produïx per la diferent energia provenint del Sol i la quantitat d'energia rebuda per Neptú és molt xicoteta. Este misteri encara no està resolt.
També presenta molt d'interès el temps en Mart amb la variació anual de la pressió atmosfèrica, les tempestats de pols les enormes fluctuacions de la temperatura diürna i una atmosfera que en ser més senzilla serà més previsible per als meteoròlegs marcians.

## El temps espacial
El temps no es limita simplement als cossos planetaris. La corona d'una estrella, i en concret del Sol, pateix una constant pèrdua de material, aquest material es projecta a l'espai i, essencialment, aquest fenomen provoca la creació d'una atmosfera molt fina al llarg i ample de tot el sistema solar. Aquesta massa de partícules en moviment expulsades des del Sol és el que es coneix com el vent solar. Amb més intensitat, s'anomenen tempestes solars, fenòmens que afecten les comunicacions per ràdio a la Terra.
Incoherències en aquest vent i grans esdeveniments en la superfície de l'estrella, com les ejeccions de massa coronal, és un sistema que té característiques anàlogues als sistemes convencionals de temps (com la pressió i el vent) i que generalment es coneix com la meteorologia espacial. Ejecció de massa coronal s'han rastrejat en la mesura en el sistema solar com Saturn. L'activitat d'aquest sistema pot afectar atmosferes planetàries i, a vegades, les superfícies. La interacció del vent solar amb l'atmosfera terrestre pot produir espectaculars aurores, i pot fer estralls amb els sistemes elèctrics sensibles, com ara les xarxes d'electricitat i els senyals de ràdio.